# 13e régiment de dragons schleswigois-holsteinois
Pour les articles homonymes, voir 13e régiment.
Le 13e régiment de dragons schleswigois-holsteinois (Schleswig-Holsteinische Dragoner-Regiment Nr. 13) était une unité de cavalerie de l'Armée prussienne. 

## Historique de l'unité
Le régiment est créé le 30 octobre 1866. Le 7 novembre 1867, le Schleswig-Holsteinische Dragoner-Regiment Nr. 13, 13e régiment de Dragons du Schleswig-Holstein, est stationné dans diverses localité en Saxe. Le 1er juillet 1871, le régiment est envoyé en garnison à Flensburg et Hadersleben. En octobre 1877, après le Traité de Francfort, l'unité est envoyée à Saint-Avold et à Sarrebourg en Lorraine. Le 1er avril 1886, il est affecté de manière permanente à Metz. De nombreux officiers y feront leurs classes.

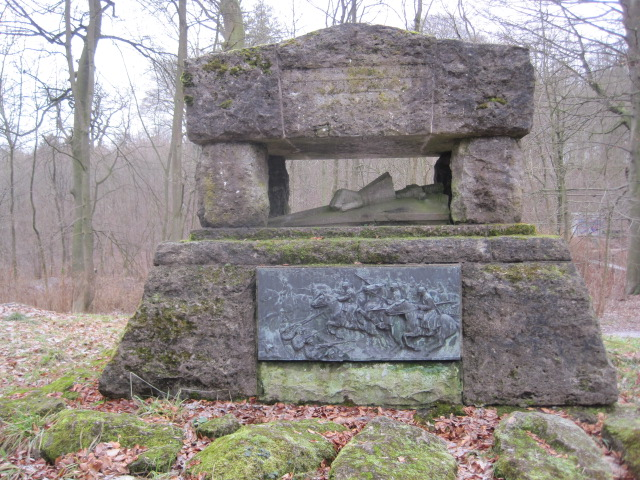
Monument dédié aux morts du régiment à Schleswig

## Formation en 1914
- XVI. Armee-Korps Metz ( Festung Metz ).

Commandant en chef : General der Infanterie Bruno von Mudra.
- 33e Division, siège Colmar – Commandant : Generalleutnant Reitzenstein.
- 33e Kavallerie-Brigade de Metz - Commandant : Oberst von Etzel
- Commandant : Oberstleutnant Freiherr von Broich.
- Garnison : Metz, Caserne Bridoux.

## Batailles
Pendant la Guerre franco-allemande de 1870, le régiment s'illustre à Vionville et à Mars-la-Tour. Le 16 août 1870 notamment, le régiment connaît de lourdes pertes. Pendant la Première Guerre mondiale, le régiment s'illustre à Longwy entre les 22 et 25 août 1914. Après la Première bataille de la Marne, l'unité se bat dans les Flandres. Le 13e régiment est envoyé ensuite sur le front de l'Est.

## Commandants
| Grade                       | Nom                                               | Date                                                     |
| --------------------------- | ------------------------------------------------- | -------------------------------------------------------- |
| Major/Oberstleutnant/Oberst | Gustav von Brauchitsch (de)                       | 30 octobre 1866 au 11 avril 1873                         |
| Oberstleutnant              | Gustav von Werner                                 | 15 avril 1873 au 16 octobre 1876                         |
| Major                       | Karl von der Groeben (de)                         | 17 octobre 1876 au 20 juin 1877 (chargé de la direction) |
| Major/Oberstleutnant        | Karl von der Groeben                              | 21 juin 1877 au 16 mai 1879                              |
| Major/Oberstleutnant        | Ferdinand von Stein-Liebenstein zu Barchfeld (de) | 17 mai au 12 novembre 1879 (chargé de la direction)      |
| Oberstleutnant              | Ferdinand von Stein-Liebenstein zu Barchfeld      | 13 novembre 1879 au 13 mars 1882                         |
| Oberstleutnant              | Adolph Wiegrebe                                   | 14 mars 1882 au 5 août 1884                              |
| Oberst                      | Karl von Bredow                                   | 6 au 20 août 1884                                        |
| Major/Oberstleutnant        | Adolf Treusch von Buttlar-Brandenfels             | 21 août 1884 au 10 février 1886                          |
| Oberstleutnant              | August von Marschall                              | 11 février 1886 au 25 mars 1887                          |
| Major                       | Friedrich von Willich (de)                        | 26 mars au 14 novembre 1887 (chargé de la direction)     |
| Major/Oberstleutnant        | Friedrich von Willich                             | 15 novembre 1887 au 15 avril 1889                        |
| Oberstleutnant              | Maximilian Kehl                                   | 16 avril 1889 au 15 juin 1891                            |
| Oberstleutnant              | Georg von Holtzenbecher                           | 16 juin 1891 au 20 avril 1894                            |
| Oberstleutnant              | Konrad von Hausmann (de)                          | 21 avril 1894 au 17 octobre 1896                         |
| Oberstleutnant/Oberst       | Georg Beamish-Bernard                             | 18 octobre 1896 au 2 juillet 1899                        |
| Oberstleutnant/Oberst       | Otto von Schack                                   | 3 juillet 1899 au 13 juin 1904                           |
| Oberstleutnant/Oberst       | Konrad Dumrath                                    | 14 juin 1904 au 19 avril 1910                            |
| Würt. Oberstleutnant        | Max Forster                                       | 20 avril 1910 au 26 janvier 1911                         |
| Oberstleutnant/Oberst       | Karl von Broich (de)                              | 27 janvier 1911 au 9 août 1914                           |
| Major                       | Karl von Loßberg                                  | 10 août au 25 septembre 1914 (chargé de la direction)    |
| Oberstleutnant              | Otto Mumm von Schwarzenstein                      | 26 septembre 1914 au 5 avril 1915                        |
| Major                       | Friedrich Schmoller                               | 6 avril 1915 au 10 janvier 1919                          |
| Oberstleutnant              | Konrad von Bernewitz                              | 11 janvier 1919 jusqu'à la dissolution                   |

## Sources
- Jürgen Kraus: Die deutsche Armee im Ersten Weltkrieg: Uniformierung und Ausrüstung - 1914 bis 1918. Verlag Militaria, Vienne, 2004.
- Hugo F. W. Schulz: Die Preußischen Kavallerie-Regimenter 1913/1914. Podzun-Pallas Verlag, Friedberg, 1985.